# Simingshan
Simingshan (kinesiska: 四明山, 四明山乡) är en socken i Kina. Den ligger i provinsen Hunan, i den södra delen av landet, omkring 200 kilometer sydväst om provinshuvudstaden Changsha. Antalet invånare är 1989. Befolkningen består av 894 kvinnor och 1 095 män. Barn under 15 år utgör 23,0 %, vuxna 15-64 år 64 %, och äldre över 65 år 12,0 %.
Genomsnittlig årsnederbörd är 1 625 millimeter. Den regnigaste månaden är maj, med i genomsnitt 227 mm nederbörd, och den torraste är oktober, med 33 mm nederbörd.